# 최만달
최만달(崔晩達, 일본식 이름: 山江達雄야마에 다쓰오, 1894년 3월 16일 ~ 1963년 4월 29일)은 일제강점기의 관료로, 본적은 경상북도 청도군 청도읍이다.

## 생애
1921년 이후에 일본 니혼 대학 전문부 법학과를 졸업한 뒤 메이지 대학 고등연구과에서 연구했으며 1922년 일본 도쿄 상공과 속, 1924년 조선총독부 식산국 농무과 속으로 근무했다. 1926년 10월 1일 강원도 인제군수, 1928년 4월 14일 강원도 고성군수로 각각 임명되었고 1928년 11월 16일 일본 정부로부터 쇼와대례기념장을 받았다.
1932년 5월 31일 강원도 춘천군수, 1934년 10월 12일 강원도 원주군수로 각각 임명되었으며 1933년 7월 7일 일본 정부로부터 조선 쇼와 5년 국세 조사 기념장, 1937년 3월 5일 훈6등 서보장을 받았다. 1936년 9월 30일 고등관 3등에 서위되었고 1938년부터 1939년까지 함흥보호관찰소 촉탁보호사로 근무했다.
원주군수와 강릉군수 재직 시절 군수품 공출, 군용 자동차 및 마필 징발, 군부(軍夫) 징집, 국방사상 보급, 저축 장려 및 국채 소화, 국방헌금 및 애국기 헌납자금 모금, 군대 및 군인 유가족 위문 업무를 수행하여 일본의 침략 전쟁에 협력했으며 1940년 4월 29일 중일 전쟁에 협력한 공로를 인정받아 일본 정부로부터 훈6등 단광욱일장을 받았다. 1938년 1월 10일 강원도 강릉군수로 임명되었고 1940년 4월 30일부터 1941년 8월 30일까지 강원도 김화군수로 근무했다.
1941년 8월 29일 종5위에 서위되었으며 1941년 11월 11일 일본 정부로부터 훈5등 서보장을 받았다. 민족문제연구소의 친일인명사전 수록자 명단의 관료 부문, 친일반민족행위진상규명위원회가 발표한 친일반민족행위 705인 명단에 포함되었다.

## 참고자료
- 친일반민족행위진상규명위원회 (2009). 〈최익하〉. 《친일반민족행위진상규명 보고서 Ⅳ-17》. 서울. 832~840쪽.